# 花斉会
花斉会（かせいかい）は、立憲民主党のグループ。通称、野田グループ。

## 概説
2002年9月の民主党代表選挙を契機に、民主党内の松下政経塾系の保守系グループとして発足した。
2006年に「志士の会」から現在の名称に改められた。花斉会という名称は「百花斉放」から取られ、皆が花を咲かせるようにという願いを込めて代表の野田自身によって命名された。
野田が率いているが、2007年の政治団体設立時から藤村修が代表を務めている。
政策面では政策立案能力に自負心を持っているとされており、いわゆる対案路線を最初に主張したグループでもある。新保守主義的な傾向も見られる。
メンバーは凌雲会（前原グループ）と同様に松下政経塾出身の議員が多く、民主党内では両グループを政経塾サークルと揶揄する声もあったほどである。特に、志士の会のメンバーは全員が松下政経塾出身であったこともあり、前原グループのメンバーからさえ独特の閉鎖性を指摘されるほどであった。このことが逆に花斉会への拡大の契機となったと見受けられる。このように、派閥としての纏まりが緩い民主党の中では異質ともいえる結束力の強さ が特徴である。
また、メディアに露出する議員が多いため、党内に一定以上の影響力を持つ。なお、前原グループとは代表選などで共同歩調を取ることが多かったため、メディアでは両グループをまとめて前原・野田グループと称することもあった。

## 歴史

### 前身
1993年に松下政経塾出身の国会議員で結成された「松下政経塾立志会」を源流としている。これは55年体制の崩壊に伴い、松下政経塾出身者での保守系新党を構想したものであった。
しかし、日本新党・新党さきがけ・新生党・新進党と新しい保守系新党が次々に結成されたこと、小選挙区制の下で松下政経塾出身者が自由民主党、新進党、旧民主党とに分かれ始めたことなどから根本的に構想は不可能な状態に立ち至った。
1996年に「志士の会」として再始動したものの、与野党に分かれた松下政経塾出身者の結集は思うように進まず、小選挙区比例代表並立制が初めて施行された同年の第41回衆議院議員総選挙で野田佳彦自身が惜敗したため、その後は第1期生の野田を中心とする勉強会として継続してきた。
民主党内での「志士の会」は、2002年に野田が代表選に出馬した前後に改めて結成されたものであり、2006年に「花斉会」と名を変え拡大されて現在に至っている。

### 民主党時代
2002年9月の代表選では野田を支援して及ばなかったものの、2004年5月の代表選では岡田克也を無投票当選させ、2005年9月の代表選では前原誠司を菅直人に競り勝たせる原動力となった。
2006年4月の代表選で代表に選出された小沢一郎の無投票3選がかかる2008年9月の代表選では、野田の出馬を巡って亀裂が生じ、出馬反対派だった松本剛明は小沢への傾斜を深め、出馬賛成派だった馬淵澄夫は後に退会した。中心メンバーだった両者の離反は野田とグループにとってかなりの打撃を与え、党内での存在感を大幅に低下させた。
2009年5月の代表選では5月14日に花斉会として岡田支持を確認し、凌雲会（前原グループ）とともに岡田の支持主体となったが、花斉会の一部は鳩山由紀夫支持に流れた。8月の第45回衆議院議員総選挙後の政権交代で鳩山内閣が発足した際には党内グループで唯一閣僚を出せず、野田は財務副大臣に止まるなど冷遇振りが際立った。
2010年6月の代表選では6月3日に花斉会として菅支持を決定し、菅の当選後の内閣人事では野田が財務大臣、花斉会の事務局長の蓮舫が行政刷新担当大臣に就任した。9月の代表選でも花斉会として菅再選を支持した。
2011年8月の代表選では、献金問題などを抱える前原ではなく野田が出馬する方向で調整が進められていたが、調整は難航して前原・野田ともに出馬することとなった。野田は1回目の投票で2位となったが、海江田万里対野田の決選投票では前原グループと2位・3位連合が組まれ、これに4位の鹿野道彦の陣営（後の素交会）も加わったため、野田が代表に選出された。なお、かつて花斉会に属していた馬淵は5位に終わり、決選投票では反増税路線・デフレ脱却という観点から海江田に投票した。
2011年9月14日、代表選後初めて会合を開き、会長の藤村修の内閣官房長官就任に伴い新設された会長代行に長浜博行を充て、幹事長に武正公一、事務局長に近藤洋介が就任する人事が了承された。
2012年9月の代表選でも野田を再選させたが、12月の第46回衆議院議員総選挙では会長の藤村が落選、野田が党代表を辞任し、前原グループとともに党および内閣の中枢を担っていたため大幅に発言力を失った。12月の代表選では花斉会として馬淵を支持したが、馬淵は海江田に敗れた。
2014年12月の第47回衆議院議員総選挙後に行われた2015年1月の代表選では花斉会として岡田を支持し、岡田が当選すると蓮舫が代表代行に就任した。

### 民進党時代
2016年3月の民進党結党に際し、改革結集の会から合流した村岡敏英・小熊慎司・重徳和彦の3人が花斉会入りを検討していることが報じられた。9月の代表選では蓮舫が代表に選出され、野田が幹事長、大串博志が政務調査会長に就任した。
2017年東京都議会議員選挙で民進党が惨敗すると、代表の所属する花斉会を率い、幹事長として蓮舫を支えてきた野田の交代は避けられなくなり、7月25日に野田が幹事長辞任の意向を表明し、7月27日には後ろ盾を失った蓮舫も代表辞任の意向を表明することとなった。9月の代表選では、8月16日の会合で対応を協議したが、枝野幸男支持派と前原支持派に割れたため、自主投票の方向と報じられた。8月21日に前原と枝野が立候補を届け出た際には、両陣営に推薦人を出さなかった。
2017年10月の第48回衆議院議員総選挙では、9月28日の民進党両院議員総会で希望の党への合流方針が了承されたことを受けて近藤や武正ら幹部が希望の党公認で出馬する一方、合流を拒否された野田は無所属で出馬し、メンバーの応援のために全国を奔走した（野田は当選したが、近藤や武正は落選した）。選挙後は立憲民主党・希望の党・民進党に分かれた約15人による勢力となり、野田の下、活動を継続していることが報じられた。

### 立憲民主党時代
2018年5月7日の国民民主党結成後、メンバーは立憲民主党、国民民主党、無所属に分かれて約15人 の勢力となり、8月26日から27日にかけて秋田県で合宿を開くことが報じられた。9月の国民民主党代表選挙では、幹部の長浜が津村啓介の推薦人となった が、その長浜が、代表選後に国民民主党を離党（後に除籍処分を受ける。）し、立憲民主党に入党した。
2020年9月15日の新立憲民主党結党に花斉会11名が参加する。それに伴う代表選挙では、枝野幸男を支援した。投開票の結果、枝野幸男が代表に選出された。
2021年、第49回衆議院議員総選挙直後の勢力は9名と報じられた。同年に行われた代表選挙では、小川淳也を支援した。
2024年、任期満了に伴う代表選挙では、グループ所属の野田佳彦を支援し、代表に選出された。

## 現在の構成

### 役員
| 会長       | 会長代行 | 幹事長   | 会計担当   |
| ---------- | -------- | -------- | ---------- |
| （藤村修） | 長浜博行 | 武正公一 | (河井淳一) |

### 所属議員
| 野田佳彦 （10回、千葉14区）          | 武正公一 （7回、比例北関東・埼玉1区） | 伴野豊 （7回、愛知8区）                | 奥野総一郎 （6回、千葉9区）        |  |  |
| 手塚仁雄 （6回、東京5区）            | 鎌田さゆり （4回、宮城2区）           | 谷田川元 （4回、比例南関東・千葉10区） | 黒岩宇洋 （4回・参院1回、新潟3区） |  |  |
| 森山浩行 （4回、比例近畿・大阪16区） | 伊藤俊輔 （3回、東京23区）            | 本庄知史 （2回、千葉8区）              |                                    |  |  |
| 参議院議員（4人）                    |                                       |                                        |                                    |  |  |
| 蓮舫 （5回、比例区）                 | 長浜博行 （4回・衆院4回、千葉県）     | 広田一 （4回・衆院1回、徳島高知）      | 小西洋之 （3回、千葉県）           |  |  |

## かつて所属していた人物

### 衆議院議員
- 馬淵澄夫[62][63] - 2008年9月の代表選の野田擁立をめぐり、混乱の責任を取る形で退会。その後、馬淵組を立ち上げる。
- 松本剛明[62][63] - 2010年10月4日、青山会設立に参加。
- 原口一博 - 2011年2月23日、日本維新・V-democratsを立ち上げる。
- 玄葉光一郎 - 2011年3月9日、「日本のグランド・デザイン」研究会設立に参加。
- 大西健介[66] - 馬淵組の設立に参加。
- 梅村聡[63] - 2013年9月に民主党離党。
- 長島昭久[62][63][67]、北神圭朗[62][63] - 2014年2月、国軸の会設立に参加。
- 村岡敏英[37] - 第48回衆院選落選後に離脱。
- 小熊慎司[37]、重徳和彦[37] - 2019年10月24日、直諫の会設立に参加。
- 斉木武志 - 第49回衆院選落選後に離脱。
- 大串博志[38][39][40][68]

### 参議院議員
- 榛葉賀津也[62][63] - 2014年4月7日、自誓会設立に参加。

### その他
- 永田寿康 - 堀江メール問題で議員辞職。
- 石関貴史[62][63]、太田和美[63] - 小沢グループへ移籍。
- 田村謙治[63] - 2010年10月4日、青山会設立に参加。
- 高邑勉、三宅雪子 - 2011年2月3日、原口と日本維新・V-democrats設立に参加。
- 山田良司 - 第46回衆院選に不出馬。後に日本維新の会に入党。
- 花咲宏基、柴橋正直、小原舞、岡田康裕、橋本博明、楠田大蔵 - 第46回衆院選落選後に離脱。
- 三谷光男[62][63]
- 近藤洋介[62][63] - 第48回衆院選落選後に離脱。
- 風間直樹
- 古本伸一郎[62][63] - 第49回衆院選に不出馬。2022年4月1日、愛知県副知事に就任。

### その他国政選挙落選・引退者
※は国政選挙落選者、◆は政界を引退した者。括弧内は、議員でなくなった時点での議会所属。
- 森岡洋一郎※（衆・埼玉13区）
- 江端貴子※（衆・東京10区）
- 矢崎公二※（衆・長野4区）
- 藤本祐司◆（参・静岡県）[62][63]
- 藤村修※（衆・大阪7区）[62][63][64]
- 松岡広隆※（衆・比例近畿）
- 松本大輔※（衆・広島2区）[62][63][注 17]

## 政治資金収支報告書の記載
| 年                 | 本年収入額  | 会費納入者数   | 寄付者の氏名 | 備考   |
| ------------------ | ----------- | -------------- | --- | ------ |
| 2007年（平成19年） | 824万5142円 | （寄附者18人） | 野田佳彦・石関貴史・近藤洋介・伴野豊・藤村修・藤本祐司・松本剛明・馬淵澄夫・ 北神圭朗・榛葉賀津也・長島昭久・長浜博行・広田一・古本伸一郎・松本大輔・三谷光男・蓮舫                                                 | [ 62 ] |
| 2008年（平成20年） | 366万5263円 | （寄附者22人） | 野田佳彦・石関貴史・近藤洋介・伴野豊・藤村修・藤本祐司・松本剛明・馬淵澄夫・北神圭朗・榛葉賀津也・長島昭久・ 長浜博行・広田一・古本伸一郎・松本大輔・三谷光男・蓮舫・梅村聡・太田和美・楠田大蔵・武正公一・田村謙治 | [ 63 ] |
| 2009年（平成21年） | 250万4310円 | 27人           | | [ 69 ] |
| 2010年（平成22年） | 419万2114円 | 36人           | | [ 70 ] |
| 2011年（平成23年） | 407万6007円 | 36人           | | [ 71 ] |
| 2012年（平成24年） | 925万0592円 | 33人           | | [ 64 ] |
| 2013年（平成25年） | 234万0433円 | 13人           | | [ 72 ] |
| 2014年（平成26年） | 302万0523円 | 302人          | | [ 73 ] |
| 2015年（平成27年） | 367万0489円 | 367人          | | [ 74 ] |
| 2016年（平成28年） | 391万0366円 | 139人          | | [ 75 ] |
| 2017年（平成29年） | 276万042円  | 122人          | | [ 76 ] |
| 2018年（平成30年） | 162万036円  | 162人          | | [ 77 ] |
| 2019年（令和元年） | 141万016円  | 141人          | | [ 78 ] |
| 2020年（令和2年）  | 156万040円  | 156人          | | [ 79 ] |
| 2021年（令和3年）  | 58万046円   | 58人           | | [ 80 ] |
| 2022年（令和4年）  | 64万038円   | 64人           | | [ 81 ] |
| 2023年（令和5年）  | 92万0円     | 92人           | | [ 82 ] |